# Jasionówka (powiat moniecki)
Jasionówka – wieś (dawniej miasto) w Polsce, położona w województwie podlaskim, w powiecie monieckim, w gminie Jasionówka. Siedziba gminy Jasionówka.

## Historia
Pierwszymi osadnikami terenów dzisiejszej Jasionówki byli Jaćwingowie, którzy po klęsce w XIII-wiecznych zmaganiach z Krzyżakami i wojskami polskimi przenieśli się w te okolice. Nadanie miejscowości praw miejskich w 1642 r. przez króla Władysława IV zbiegło się z napływem licznej ludności żydowskiej. W XVII stuleciu w Jasionówce osiedlili się również przedstawiciele społeczności tatarskiej.
W XVII stuleciu właściciele dóbr prowadzili w Jasionówce stadninę koni rasy polskiej, a za sprawą osadników tatarskich rozwinęła się tu również hodowla owiec. Miejscowość zasłynęła z handlu kożuchami, sprzedaży owiec oraz wytwórczości rzemieślniczej. Jako niewielki ośrodek miejski Jasionówka organizowała corocznie trzy jarmarki, stanowiące ważne wydarzenia lokalne.
Według Powszechnego Spisu Ludności z 1921 roku wieś zamieszkiwało 1759 osób, wśród których 436 było wyznania rzymskokatolickiego, 7 – prawosławnego, 1 – ewangelickiego, 1306 – mojżeszowego i 9 – mahometańskiego. Jednocześnie 480 mieszkańców zadeklarowało polską, 1 – białoruską a 1278 – żydowską przynależność narodową. We wsi znajdowało się 29 budynków mieszkalnych.
Na terenie wsi znajdują się dwa cmentarze: żydowski z 1800 i rzymskokatolicki z 1810. Spoczywa tu również hrabia Michał Wołłowicz stracony w Grodnie wyrokiem władz carskich za pomoc powstańcom styczniowym.
Podczas II wojny światowej miejscowość uległa niemal całkowitemu zniszczeniu. Spłonęło około 90% zabudowy mieszkalnej, zrujnowano dwór i garbarnię, a synagoga została doszczętnie zniszczona. Jedynym ocalałym obiektem pozostał kościół parafialny.
W latach 1975–1998 wieś administracyjnie należała do województwa białostockiego.
Wieś jest siedzibą rzymskokatolickiej parafii pw. Świętej Trójcy.
Mord na Żydach w Jasionówce w 1941
W czerwcu 1941 w miejscowości doszło do wymordowania prawie całej społeczności żydowskiej.

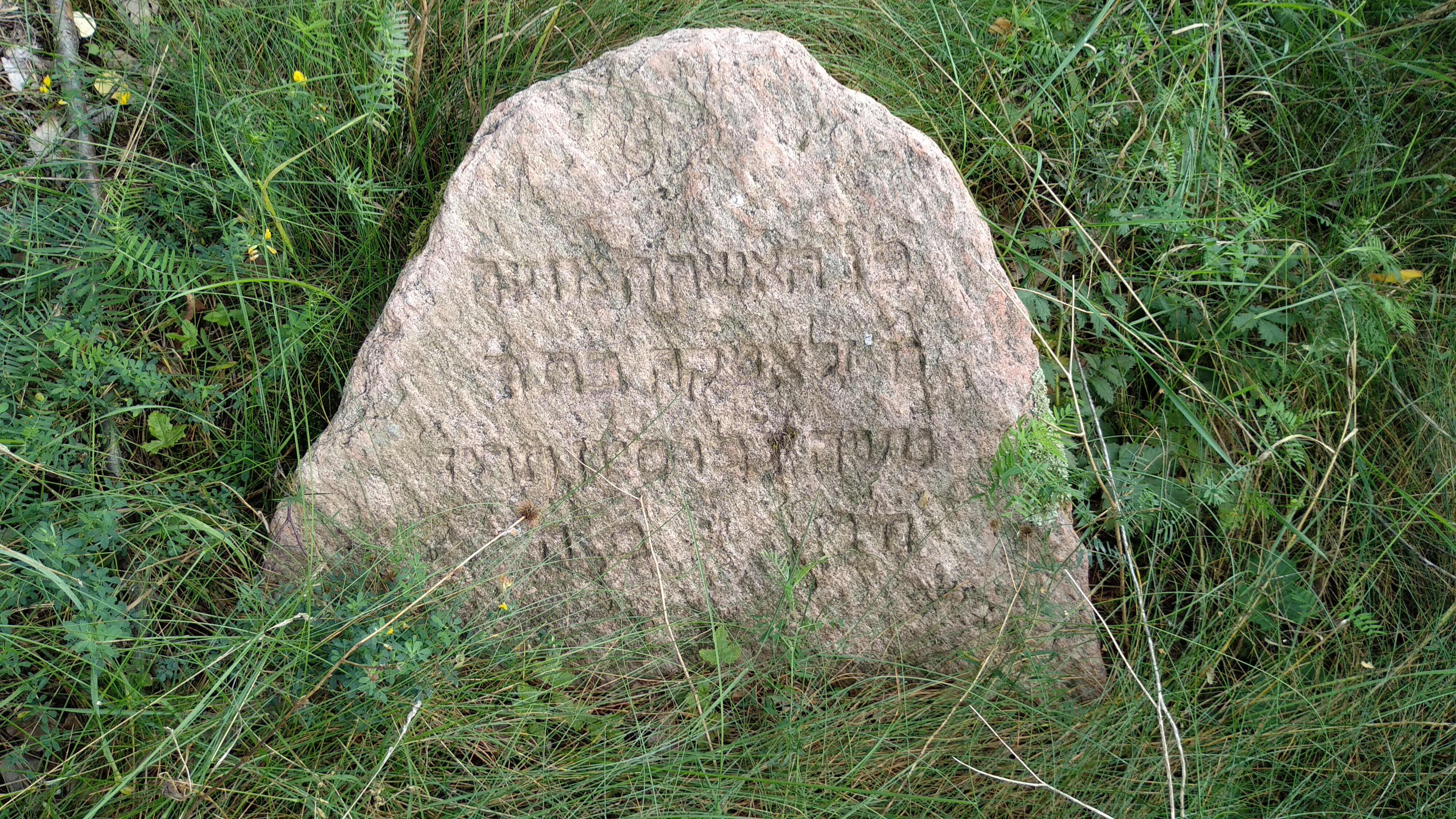
Nagrobek na cmentarzu żydowskim w Jasionówce

## Integralne części wsi
| SIMC    | Nazwa    | Rodzaj    |
| ------- | -------- | --------- |
| 0030805 | Marylant | część wsi |
| 0030811 | Pawelce  | część wsi |
| 0030828 | Zacisze  | część wsi |